# NGC 2522
NGC 2522 ist eine linsenförmige Galaxie vom Hubble-Typ S0-a im Sternbild Krebs auf der Ekliptik. Sie ist schätzungsweise 206 Millionen Lichtjahre von der Milchstraße entfernt.
Das Objekt wurde am 26. Januar 1865 von Albert Marth entdeckt.